# (33339) 1998 VR32
1998 VR32 (asteroide 33339) é um asteroide da cintura principal. Possui uma excentricidade de 0.08915950 e uma inclinação de 24.24717º.
Este asteroide foi descoberto no dia 15 de novembro de 1998 por CSS em Catalina.